# Frei Paulo
Frei Paulo là một đô thị thuộc bang Sergipe, Brasil. Đô thị này có diện tích 406,8 km², dân số năm 2007 là 12590 người, mật độ 30,95 người/km².